# Matteo Teoldi
Matteo Teoldi (né le 12 mai 1985 à Ponte San Pietro en Lombardie), est un footballeur italien. Il évolue au poste de défenseur central.

## Biographie
Matteo Teoldi participe avec l'équipe d'Italie des moins de 19 ans à l'Euro 2004 des moins de 19 ans.
Formé au Milan AC, c'est pourtant à Lumezzane, en Serie C1 (troisième division) qu'il commence véritablement sa carrière.
Il joue 79 matchs en championnat avec ce club, avant d'être transféré à Venise en 2007.
Une saison plus tard, il rejoint l'AS Cittadella, club de Serie B (deuxième division).
À Cittadella, il joue assez régulièrement, mais est loin d'être un titulaire indiscutable.